# Tevel B'Tzedek
Tevel B'Tzedek (en hebreu: תבל בצדק) és una organització no governamental (ONG) amb seu a Tel-Aviv, Israel, que promou el desenvolupament sostenible als països en vies de desenvolupament mitjançant la formació de grups temàtics i la mobilització comunitària. El grup va ser establert en 2007 pel rabí Micha Odenheimer, el Rabí volia oferir als joves jueus una experiència significativa de justícia social a l'estranger amb la intenció de formar a líders jueus que creuen en la idea de Tikún Olam (reparar el món). Des de 2007, centenars de voluntaris jueus de diverses comunitats situades a Israel, Estats Units, Alemanya, Ucraïna, Sud-àfrica, Austràlia i altres països, han viatjat a Nepal i Haití per participar en els projectes de desenvolupament comunitari de l'organització.

## Història
Tevel B'Tzedek es va formar en 2007 i va començar amb 15 voluntaris israelians que vivian en comunitat al barri de Swayambhu a Katmandú i treballaven com a voluntaris en diverses ONG locals. En 2009, Tevel es va associar amb Nyayik Sansar per establir un model d'organització unificada que col·locava al personal nepalès professional altament qualificat, com a líders de diversos projectes en les diferents comunitats, i aquests treballen al costat de voluntaris estrangers. Els voluntaris són reclutats entre les comunitats jueves de diferents parts del món, per viure i treballar com una part integrant de les comunitats que ells estan ajudant a desenvolupar.

## Missió
Tevel B'Tzedek té dos objectius igualment importants. L'organització tracta de crear un lideratge jueu israelià implicat en el concepte de Tikún Olam (reparar el món) localment i globalment. A més, el seu objectiu és treballar conjuntament amb les comunitats empobrides per millorar la seva qualitat de vida i benestar. La seva missió és buscar una societat pacífica, inclusiva i harmoniosa, plena d'oportunitats en la qual totes les persones siguin tractades per igual, independentment de la seva casta, gènere o estatus social i econòmic, i que puguin viure la seva vida amb dignitat. Empoderar als agricultors, a les dones, als joves i als infants de les comunitats desfavorides per garantir la justícia social, mitjançant l'augment de les oportunitats i el sentit de pertinença i compromís amb les seves respectives comunitats. Crear un entorn favorable on les comunitats socialment excloses poden gaudir dels seus drets.

## Metodologia

### Desenvolupament comunitari
El model de desenvolupament comunitari de les ONG Tevel i Nyayik Sansar posa l'accent en el desenvolupament sostenible i en els canvis socioeconòmics duradors en cinc àrees temàtiques principals: la dona, la joventut, l'agricultura, l'educació, i els mitjans de comunicació. La durada de l'estada dels voluntaris de Tevel varia segons el programa, incloent un programa d'aprenentatge de servei d'un mes, quatre mesos o deu mesos. El programa de beques de deu mesos que uneix voluntaris internacionals amb voluntaris nepalesos, tots dos amb formació educativa o vocacional en diverses àrees relacionades.

### Agricultura
Tevel estableix granges comunitàries de demostració en llogarets remots per ensenyar les noves tècniques de cultiu i els mètodes de conservació de l'aigua. 25 granges de demostració són actualment mantingudes per membres de grups locals amb l'objectiu de desenvolupar un enfocament més comunitari de la seguretat alimentària en els llogarets. Els grups agrícoles de Tevel han ajudat els vilatans a construir millors mètodes de recol·lecció d'aigua i pluja, sistemes de regatge gota a gota i vivers d'hortalisses fora de temporada. Des del terratrèmol del Nepal, 500 agricultors han rebut més de 4.000 quilograms d'arrels de gingebre i capacitació per crear cooperatives comercials en els seus pobles, s'està donant suport i capacitant a 100 empresaris rurals que es dediquen al cultiu de fongs a petita escala, i es van regar 1.300.000 peus quadrats de terra amb estanys de reg de formigó.

### Educació
Tevel treballa amb més de 20 escoles públiques que atenen estudiants de tres anys en endavant. Tevel se centra en l'establiment de classes de desenvolupament de la primera infància i en la formació de mestres en metodologies d'ensenyament acollidores i centrades en el nen. L'objectiu de Tevel és bastir un pont entre la teoria i la pràctica educativa i en la seva aplicació pràctica a les escoles amb recursos molt limitats. Els grups educatius de Tevel han capacitat als mestres en una pedagogia centrada en el nen i en l'educació basada en projectes, i han format programes per augmentar l'assistència i la matrícula. Des del terratrèmol, Tevel també ha contractat a experts en traumes perquè ensenyin als mestres dels pobles a ajudar els seus alumnes a fer front a la pèrdua de membres de les seves famílies, i de les seves llars.

### Empoderament dels joves
Tevel estableix grups de joves basats en la comunitat i en l'escola que s'enfoquen en augmentar les habilitats de lideratge dels joves del poble. A Nepal, el moviment es coneix com a Hami Yuva (en català: som els joves). Quatre mesos després del terratrèmol, Tevel va posar en marxa un innovador programa de serveis per a la joventut al Nepal, en el que 40 joves dels pobles van aprendre a esdevenir els agents de canvi de les seves devastades comunitats. El programa, que es va dur a terme en col·laboració amb el Comitè Jueu Americà de Distribució Conjunta (en anglès: American Jewish Joint Distribution Committee) (JDC), es va centrar en oferir als participants les eines i les habilitats per a implementar els programes de recuperació comunitària i continuar amb el desenvolupament econòmic dels pobles en el futur.

### Grups de dones
Els grups de Tevel donen a les dones l'oportunitat de discutir i tractar de resoldre els problemes basats en la comunitat, que afecten específicament a les dones, com la violència domèstica i la criança dels infants, així com de donar poder econòmicament a les dones mitjançant els projectes de generació d'ingressos, com les cooperatives de cultiu de gingebre. El programa per a les dones de Tevel, també ofereix capacitació i suport a les voluntàries de salut de la comunitat del llogaret. A l'abril de 2016, més de 500 dones van ser examinades i tractades per un prolapse uterí al Nepal en associació amb l'Hospital Memorial Comunitari Manmohan.

### Mitjans
L'objectiu de Tevel és ajudar a utilitzar els mitjans de comunicació i la tecnologia, així com els telèfons mòbils, als membres de la comunitat que viuen en zones rurals i remotes, per millorar el seu accés a la informació i a l'educació. El grup de mitjans de comunicació de Tevel ha treballat amb grups basats en la comunitat, per a desenvolupar clubs de periodistes per a joves i millorar les capacitats de la població local pel que fa a la computació i al seu ús per part dels mestres.

## Activitat per país

### Àfrica

#### Burundi
L'organització va començar a treballar en la nació africana de Burundi en 2014 a Makamba, la província més meridional de Burundi, on hi ha hagut una afluència de repatriats en els darrers anys. Tevel treballa al districte rural de Vugizo, una àrea que pateix d'una completa manca d'infraestructures necessàries per avançar en l'activitat de desenvolupament. Els principals projectes a Vugizo inclouen dues granges comunitàries, la capacitació de mestres i els programes de generació d'ingressos per a les dones dels llogarets.

### Amèrica

#### Haití
Un mes després del poderós terratrèmol que va devastar Haití el 12 de gener de 2010, en què van morir més de 100.000 persones, i més d'un milió van quedar sense llar, la delegació conjunta d'IsraAid i Tevel començar el seu treball humanitari a Haití, oferint ajuda psico-social immediata, educació i empoderament comunitari, en tres campaments de persones desplaçades a Port-au-Prince. Els esforços de Tevel a Haití van ser totalment recolzats i finançats per l'ONG IsraAid, el fòrum israelià per a l'ajuda humanitària internacional. L'organització va finalitzar gradualment el projecte d'Haití en 2014.

### Àsia

#### Israel
L'organització duu a terme programes a l'Estat d'Israel, mitjançant aquests programes els alumnes de Tevel tracten temes socials clau de la societat israeliana que estan relacionats amb el món global. Els projectes inclouen: la promoció dels drets laborals dels nepalesos, els altres treballadors estrangers residents al país, i les persones desfavorides que viuen a Israel, el desenvolupament de comunitats respectuoses amb el medi ambient i l'educació dels consumidors sobre els afers relacionats amb el comerç just.

#### Nepal
Tevel i el seu soci l'ONG local Nyayik Sansar donen feina a més de 60 membres del personal nepalès, els quals treballen al costat de voluntaris jueus en 11 comunitats repartides en 5 districtes de Nepal: Ramechhap, Dhading, Dholaka, Kavre i Katmandú, junts atenen a més de 25.000 vilatans desfavorits i marginats. Tevel treballa en el desenvolupament de la capacitat agrícola, l'enfortiment de les estructures comunitàries existents i el subministrament d'eines a les comunitats per adaptar-se als desafiaments de la globalització i el canvi climàtic. Totes les comunitats a on treballa Tevel, o a on han treballat durant els cicles d'intervenció anteriors, es troben a les àrees més afectades pel terratrèmol d'Abril de 2015. Per satisfer les necessitats posteriors al terratrèmol, en 2015 Tevel va distribuir 4.245 paquets d'ajuda, va oferir habitatge temporal i suport alimentari a les famílies necessitades, i també va participar en projectes de generació d'ingressos per a la comunitat.
Nyayik Sansar és una organització no governamental sense ànim de lucre nepalesa, va ser establerta en 2009 amb la creença de que treballar col·lectivament pot enfortir i millorar les comunitats més desfavorides i marginades socialment. L'organització està registrada a Katmandú i està afiliada al consell de benestar social. Des de la seva creació, Nyayik Sansar treballa en col·laboració amb l'organització no governamental israeliana Tevel B'Tzedek.
Nyayik Sansar treballa per una societat justa, on les persones són apoderades; socialment, econòmicament, políticament, culturalment i legalment. L'organització fa èmfasi en un enfocament holístic per al desenvolupament de la comunitat i, per tant, es concentra en tots els principals problemes i desafiaments als quals s'enfronten les comunitats on l'ONG treballa.
Els programes de Nyayik Sansar se centren en la formació pel desenvolupament de les habilitats, la formació per al desenvolupament de les capacitats, el treball en equip, la conscienciació, la sensibilització i el canvi de comportament. Els principals beneficiaris de l'ONG, són les comunitats ètniques marginades i els grups de les castes més desfavorides.
L'ONG ha intervingut directament en les comunitats rurals i en els barris marginals de la ciutat, durant un període d'entre 3 i 5 anys. Durant aquest temps el personal va viure a la comunitat les 24 hores del dia, els 7 dies de la setmana, i va desenvolupar uns forts vincles amb la comunitat.
Al començament, el personal de l'organització va dirigir els grups de dones i de joves, així com els projectes comunitaris com ara els sanitaris de biogàs. Tot i així, tan aviat com els grups van estar establerts, els membres de l'organització van començar a capacitar els membres de la comunitat local per dirigir l'activitat. D'aquesta manera, el desenvolupament de l'activitat podrà ser realitzat pels líders comunitaris locals quan el personal de l'ONG estrangera abandoni el país, després del període d'intervenció directa, tot i que el personal estranger continuarà supervisant a l'ONG local durant alguns anys.
La intervenció agrícola es basa en la mateixa idea. Al principi, els experts en agricultura van dur a terme les sessions de capacitació en una granja de demostració que van obrir a la zona a on treballaven. Després d'introduir els conceptes i els mètodes bàsics, els experts de l'ONG van aconsellar els agricultors per dur a terme la implementació de les tècniques agrícoles en les seves pròpies comunitats rurals.